# Роберт Даві
Роберт Даві (англ. Robert Davi; 26 червня 1951) — американський актор.

## Біографія
Роберт Даві народився 26 червня 1951 року у Квінсі, Нью-Йорк, США. Батько Сел Даві, уродженець південної Італії, мати Марія Рулле італійського походження. Навчався в католицькій середній школі в Patchogue, Нью-Йорк. Потім як оперний співак в Італії у Тіто Гоббі. Деві навчався драматичному мистецтву в Університеті Хофстра, але незадовго до отримання диплома кинув навчання, щоб отримати роботу офіціанта. Навчатися в акторській студії Лі Страсберга. В кінці 1970-х починає акторську кар'єру у телефільмі «Contract on Cherry Street» (1977). Далі продовжує зніматися на телебаченні. У 1980-х грає в таких фільмах як «Міцний горішок» та «Ліцензія на вбивство».

## Фільмографія
- 1981 — Династія / Dynasty
- 1984 — Заваруха в місті / City Heat
- 1984 — Команда А / The A-Team
- 1985 — Бовдури / The Goonies
- 1986 — Нечесна угода / Raw Deal
- 1988 — Міцний горішок / Die Hard
- 1989 — Ліцензія на вбивство / Licence to Kill
- 1990 — Маніяк-поліцейський 2 / Maniac Cop 2
- 1990 — Хижак 2 / Predator 2
- 1991 — Взяття Беверлі-Гіллз / The Taking of Beverly Hills
- 1991 — Дика орхідея 2: Два відтінки смутку / Wild Orchid II: Two Shades of Blue
- 1992 — Христофор Колумб: Завоювання Америки / Christopher Columbus: The Discovery
- 1993 — Маніяк-поліцейський 3 / Maniac Cop 3: Badge of Silence
- 1993 — Посланець темряви / Night Trap
- 1993 — Син Рожевої пантери / Son of the Pink Panther
- 1994 — Сліпе правосуддя / Blind Justice
- 1994 — Фараони та Робберсони / Cops and Robbersons
- 1995 — Шоугерлз / Showgirls
- 1995 — Небезпечний / The Dangerous
- 1996 — Абсолютна агресія / Absolute Aggression
- 1996 — Один на один / For Which He Stands
- 1997 — Помста кібера / Cyber Vengeance
- 2001 — Хранитель душ / Soulkeeper
- 2002 — Ципочка / The Hot Chick
- 2003 — Карен Сіско / Karen Sisco — Дентон
- 2004—2008 — Зоряна брама: Атлантида / Stargate: Atlantis
- 2008 — Американська казка / An American Carol
- 2009 — М'ясник / The Butcher
- 2009 — Балістика / Ballistica
- 2010 — Частини тіла / Nip/Tuck
- 2010 — Криміналісти: мислити як злочинець / Criminal Minds
- 2010 — Убивство у Вегасі / Magic Man
- 2011 — Болотна акула / Swamp Shark
- 2011 — Крижаний / The Iceman
- 2012 — Ірландець / Kill the Irishman
- 2013 — Кров спокути / Blood of Redemption
- 2014 — Нестримні 3 / The Expendables 3
- 2014 — Астероїд проти Землі / Asteroid vs Earth
- 2014 — CSI: Місце злочину / CSI: Crime Scene Investigation
- 2020 — Людина, яка намалювала Бога / L'uomo che disegnò Dio
- 2024 — Рейган / Reagan